# Distretto di Hîncești
Il distretto di Hîncești è uno dei 32 distretti della Moldavia, il capoluogo è la città di Hîncești.

## Società

### Evoluzione demografica
In base ai dati del censimento, la popolazione è così divisa dal punto di vista etnico:
| Etnia       | Abitanti | %     |
| ----------- | -------- | ----- |
| Moldavi     | 108.189  | 90,31 |
| Ucraini     | 6.218    | 5,19  |
| Russi       | 1.463    | 1,22  |
| Gagauzi     | 99       | 0,08  |
| Bulgari     | 212      | 0,18  |
| Rumeni      | 3.046    | 2,54  |
| Altre etnie | 535      | 0,45  |

## Geografia antropica

### Suddivisioni amministrative
Il distretto è formato da 1 città e 38 comuni

#### Città
- Hîncești

#### Comuni
1. Bălceana
2. Bobeica
3. Boghiceni
4. Bozieni
5. Bujor
6. Buțeni
7. Caracui
8. Călmățui
9. Cărpineni
10. Cățeleni
11. Cioara
12. Ciuciuleni
13. Cornești
14. Cotul Morii
15. Crasnoarmeiscoe
16. Dancu
17. Drăgușenii Noi
18. Fîrlădeni
19. Fundul Galbenei
20. Ivanovca
21. Lăpușna
22. Leușeni
23. Logănești
24. Mereșeni
25. Mingir
26. Mirești
27. Negrea
28. Nemțeni
29. Obileni
30. Onești
31. Pașcani
32. Pervomaiscoe
33. Pogănești
34. Sărata-Galbenă
35. Secăreni
36. Sofia
37. Stolniceni
38. Șipoteni
39. Voinescu